# Deutsche Gesellschaft für Ortung und Navigation
Die Deutsche Gesellschaft für Ortung und Navigation (DGON) ist eine in Bonn ansässige Ingenieurwissenschaftliche Fachgesellschaft, die sich mit Ortung und Navigation zu Wasser, zu Lande und in der Luft beschäftigt und dabei auch an der Normungsarbeit beteiligt.
Der gemeinnützige Verein ist 1951 zu dem Zweck gegründet worden, Wissenschaft und Forschung, Technik und Anwendung von Ortung und Navigation zu fördern und damit einen Beitrag zur Sicherheit, Leistungsfähigkeit und Wirtschaftlichkeit der Schifffahrt, Luftfahrt, Raumfahrt und des Landverkehrs zu leisten. Mitglieder sind Fachleute aus Behörden, Wissenschaft, Industrie und der Anwender sowie entsprechende Institutionen. Die DGON wird durch das Bundesministerium für Verkehr und digitale Infrastruktur (BMVI) unterstützt.

## Organisation
Die DGON ist in Kommissionen und Fachausschüssen strukturiert sowie organisiert. Für die Verkehrssysteme wurden drei Kommissionen gegründet:
- Luftfahrtkommission (Vorsitz: Dirk Kügler)[1]
- Schifffahrtskommission (Vorsitz: Carlos Jahn)[2]
- Kommission Landverkehr (Vorsitz: Uwe Plank-Wiedenbeck)[3]

Darüber hinaus wurden für die technisch wissenschaftlichen Fragen vier Fachausschüsse (FA) eingerichtet:
- FA Radartechnik (Vorsitz: Peter Knott)[4]
- FA Inertialsensorik (Vorsitz: Peter Hecker)[5]
- FA Weltraumtechnik (Vorsitz: Frank Zimmermann)[6]
- FA Verkehrstelematik (Vorsitz: Oliver Michler)[7]

Die DGON wird von einem fünfköpfigen Vorstand (Vorsitz: Carlos Jahn) geleitet und durch den Rat unter Vorsitz von Peter Vörsmann unterstützt.
Der Wissenschaftliche Beirat (Leitung: Reinhard Müller) steuert die wissenschaftlich – technische Arbeit und koordiniert Planungs- und Entwicklungsvorhaben, auch im internationalen Bereich. Die Aufgabenlösung überträgt er den Kommissionen und Fachausschüssen.

## Aufgaben
Laut Satzung übernimmt die Gesellschaft folgende Aufgaben:
- Veranstaltung von Fachtagungen und Symposien
- Förderung und Integration des wissenschaftlichen Nachwuchses durch gemeinsame Veranstaltungen mit Universitäten, Forschungseinrichtungen, Industrie und Behörden
- Erarbeitung von Expertisen, Stellungnahmen und Empfehlungen zu aktuellen Themen der Ortung und Navigation sowie damit eng verbundener Gebiete der Telekommunikation und Informatik
- Beratung der zuständigen Behörden und Einrichtungen des Bundes und der Länder
- Sammlung und Veröffentlichung von nationalen und internationalen wissenschaftlichen Arbeiten und Berichten aus dem Arbeitsbereich der Gesellschaft
- Zusammenarbeit mit Gesellschaften und Institutionen ähnlicher Zielsetzung des In- und Auslandes

Die Organisation und Durchführung der Fachtagungen zählt derzeit zu den Schwerpunkten der DGON. Unter Mitwirkung von internationalen Programmkomitees werden die Vorträge ausgewählt und begutachtet (Peer-Review):
- AHORN – Der Alpenraum und seine Herausforderungen an Orientierung, Navigation und Informationsaustausch (www.dgon-ahorn.org)
- CERGAL – International Symposium on Certification of GNSS Systems & Services (www.dgon-cergal.org)
- DGON Navigationskonvent
- ENC GNSS – The European Navigation Conference on Global Navigation Satellite Systems (www.enc2017.eu)
- ESAVS – International Symposium on Enhanced Solutions for Aircraft and Vehicle Surveillance and Applications (www.dgon-esavs.org)
- IMAV – International Micro Air Vehicle Conference and Flight Competition (www.dgon-imav.org)
- ISS – Inertial Sensors and Systems Symposium on GYRO TECHNOLOGY (iss.ite.kit.edu)
- IRS – International Radar Symposium (www.dgon-irs.org)
- ISIS-MTE – International Symposium Information on Ships, Marine Traffic Engineering Conference (www.dgon-isis.org)
- ISPA – International Symposium on Precision Approach and Performance Based Navigation (www.dgon-ispa.org)
- POSNAV – Positionierung und Navigation für Intelligente Transportsysteme (www.dgon-posnav.org)

Die DGON zeichnet an deutschen Hochschulen erstellte Abschlussarbeiten mit einem Schwerpunkt zu Ortung und Navigation und den damit verbundenen Technologien mit dem nach Leo Brandt benannten Leo-Brandt-Preis „DGON Master of Navigation“ aus.

## Historie
Die Gründung erfolgte am 12. Dezember 1961 in Düsseldorf und ist aus dem 1951 gebildeten „Ausschuss für Funkortung in der Gesellschaft zur Förderung des Verkehrs e.V.“ hervorgegangen. Die Mitgliederzahl betrug Anfang der 1970er Jahre rund 350 Einzel- und korporative Mitglieder.